# 板歯目
板歯目（ばんしもく、英: Placodontia "平板状の歯"の意）とは三畳紀前期から後期にかけて生存していた爬虫綱・双弓亜綱に属する分類群である。系統的にはプレシオサウルスなどの首長竜に近縁であると考えられている。このグループに属する化石種のすべてが水棲生活を送っていたと考えられ、そのほとんどが海成層から産出する。板歯目のほとんどが体長1m〜2mの大きさであり、最大で3mになるものもいた。最初の化石標本は1830年代に発見された。このグループの化石は主にヨーロッパ全域、北アフリカ、中東で見つかっているが、最近になって中国からも発見されている。
中期三畳紀前期のオランダ産の基盤的な板歯類のパラトドンタ(Palatodonta)の研究によれば、板歯類はヨーロッパ（かつての西テチス海）に起源をもつことを示しているとされる。

## 形態

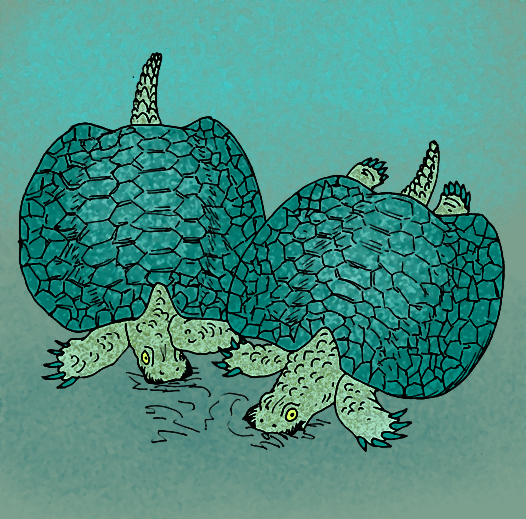
ヘノドゥスの全身復元像

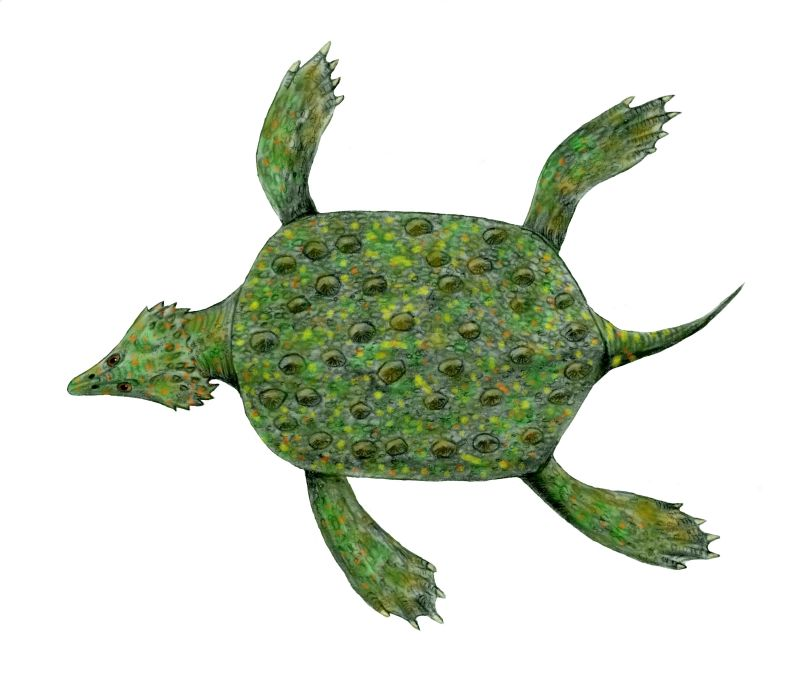
プラコケリスの全身復元像

三畳紀前期〜中期にかけて生存したプラコドゥスのような初期の板歯目は胴の膨れたトカゲのような形態をしていた。ちょうど現生のウミイグアナを大きくした形態である。しかし、ウミイグアナと異なり、彼らは海底の貝を食べていた。食性に関してはむしろ、現生のラッコやセイウチに似ている。
最初期の板歯目はその身体の大きさから、サメなどの捕食者から逃げずとも十分だったのかもしれない。しかし三畳紀中期以降、タラットアルコンなどの魚竜やノトサウルスなどの偽竜類といった肉食の海生爬虫類が分化してくると、それらから身を守るためか板歯類は身体の表面に皮骨板を発達させるようになる。三畳紀後期の板歯目、ヘノドゥスやプラコケリスなどはまるでウミガメのように体全体を覆う甲羅を発達させている。あるいはキアモドゥスのように、カブトガニのような体節構造のある甲羅を発達させるものもいた。これらは収斂進化の好例として考えることができる。しかし装甲による防備があってなお、少なくとも幼体は偽竜類の1種ラリオサウルスの餌食となっていたことが胃内容物から判明している。

## 生態

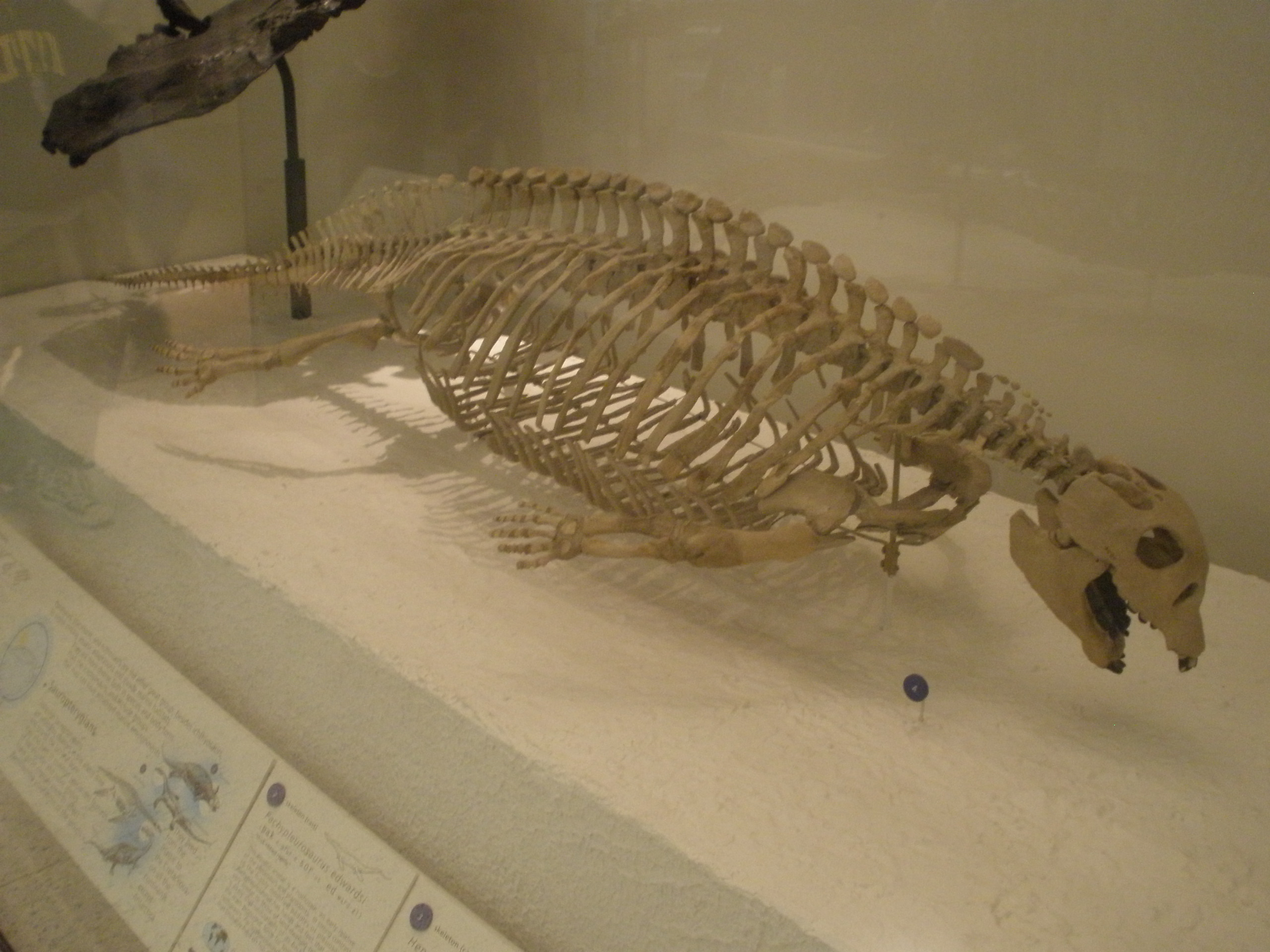
プラコドゥスの全身骨格

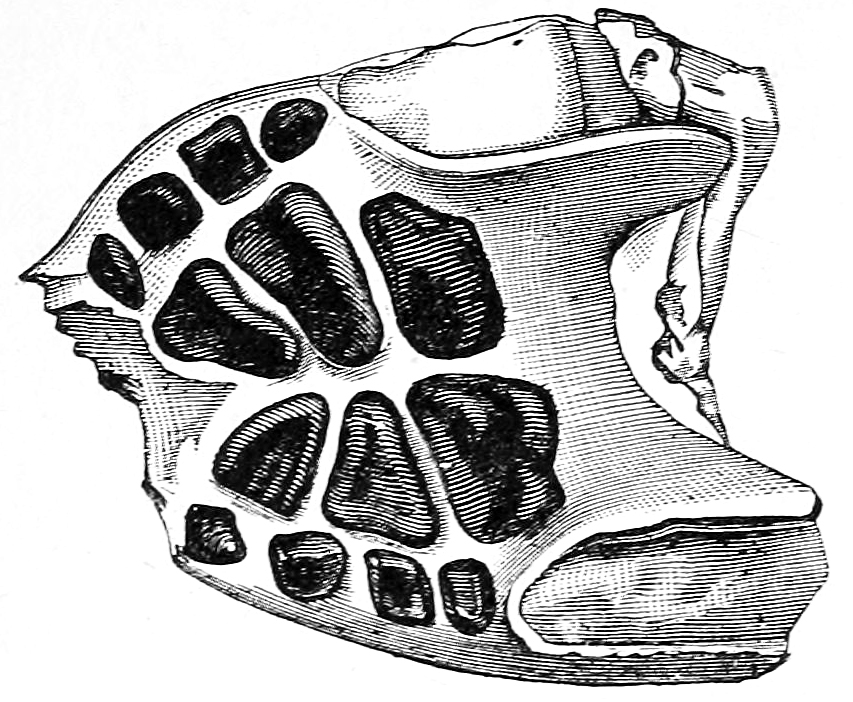
プラコドゥスの頭蓋骨の下面。板歯目に特徴的な大きな口蓋歯が中央に確認できる。

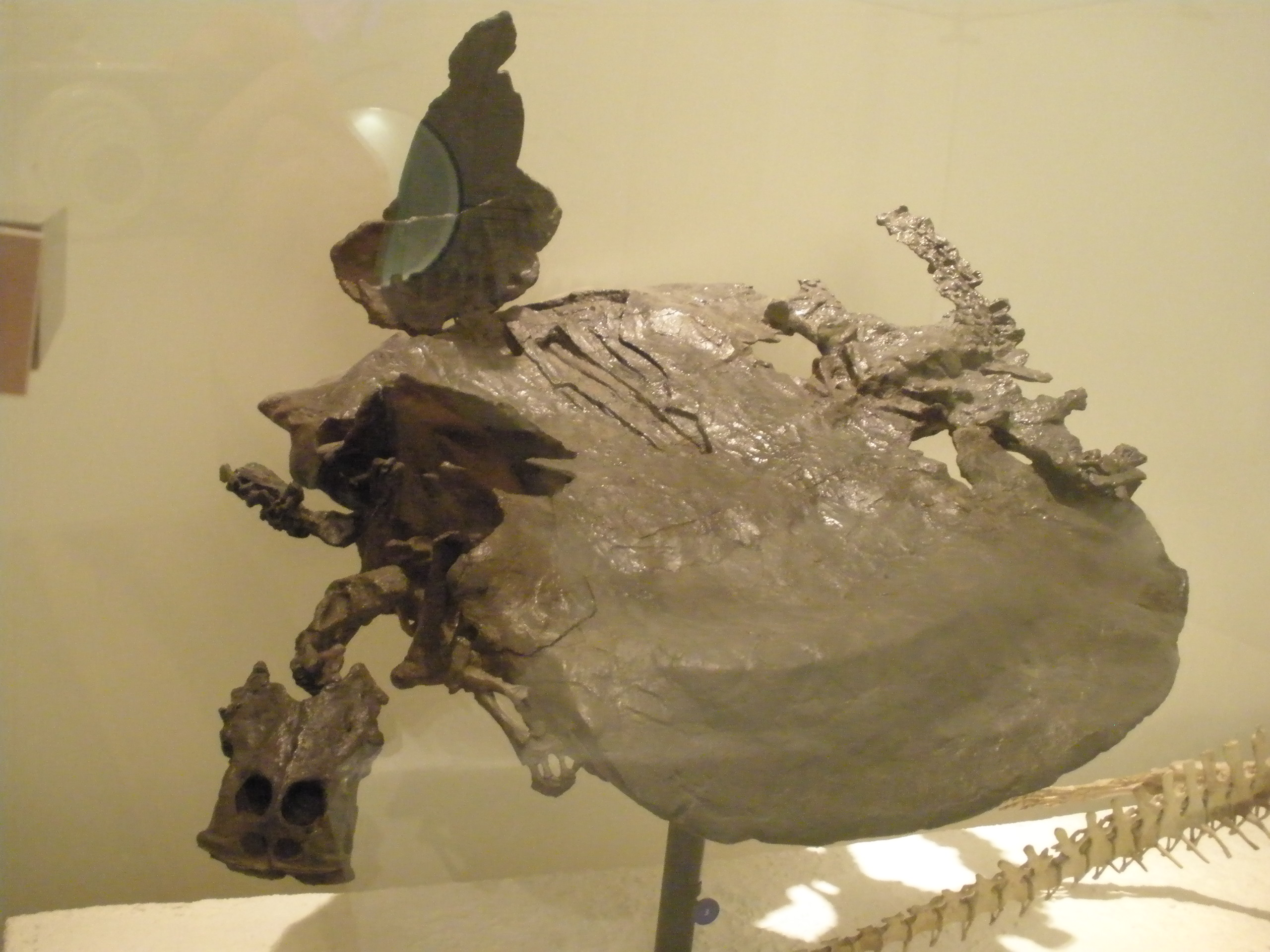
ヘノドゥスの全身骨格

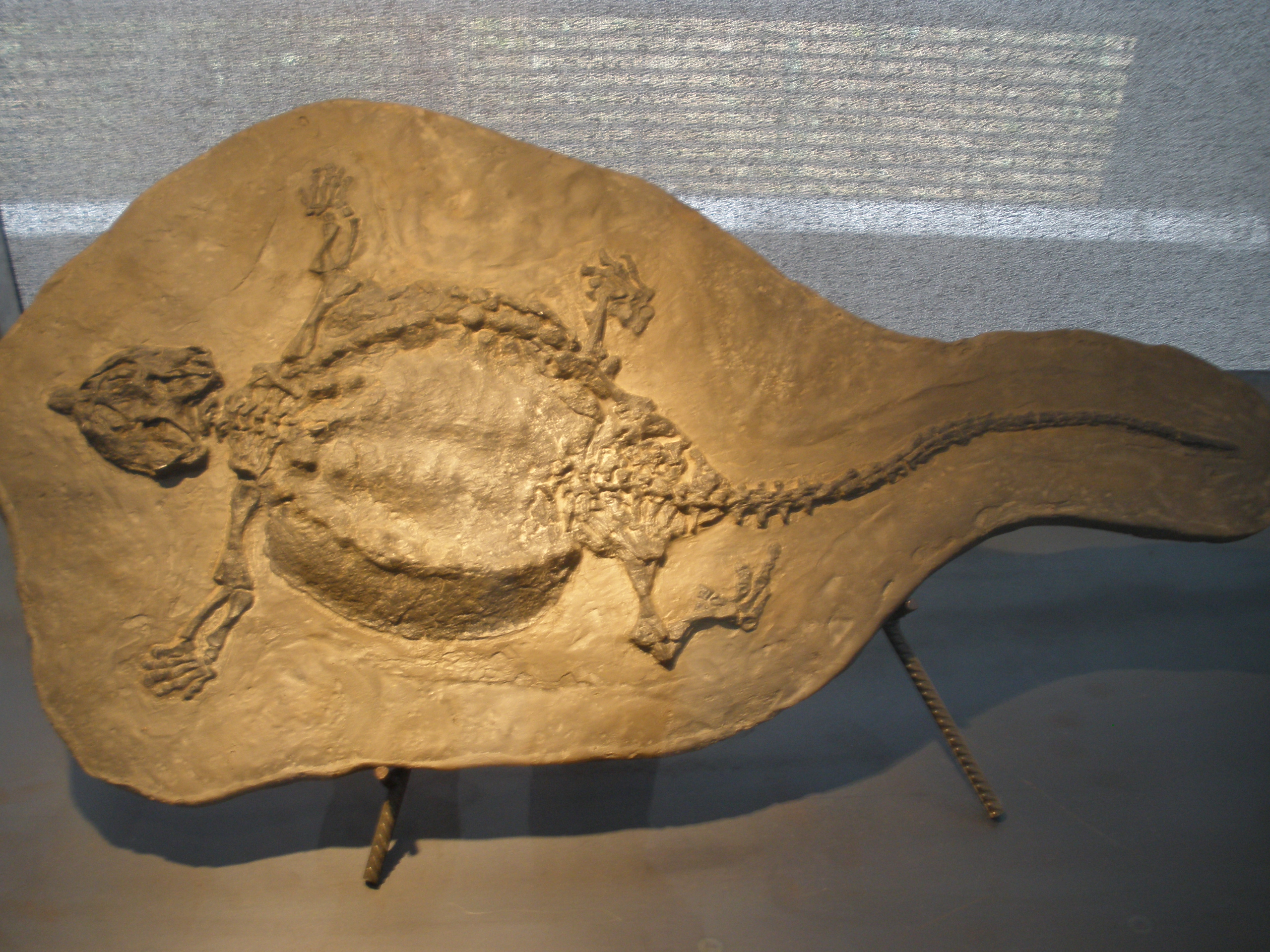
キアモドゥスの全身骨格

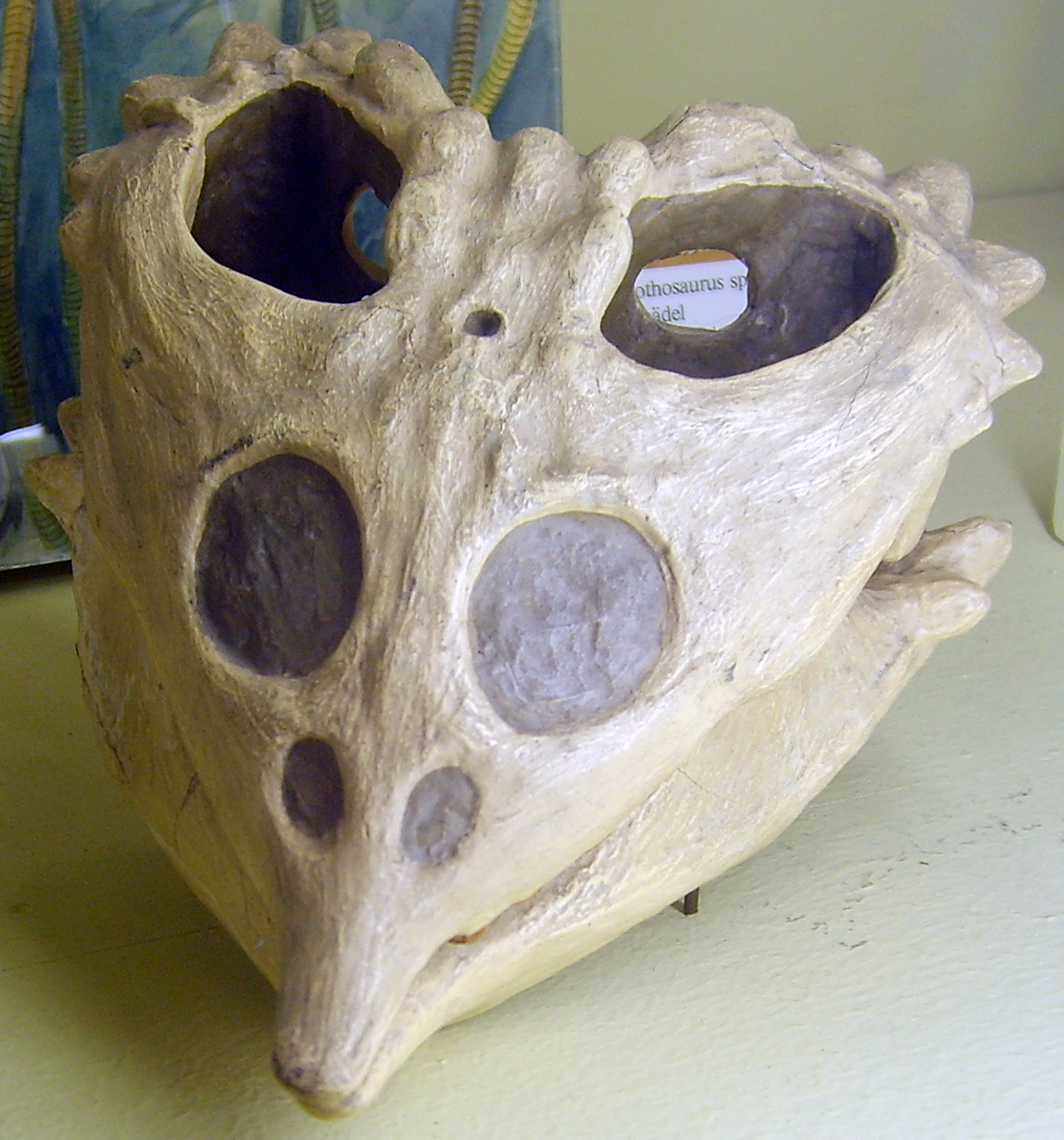
プラコケリスの頭蓋骨

板歯類は重い骨と甲羅のために水面に浮かぶことは難しく、泳ぐには大量のエネルギーを消費したと考えられる。この推定と化石の産状から、板歯目は主に浅い海底に生息していたものと考えられている。
板歯目の歯は大きく、平板状で突き出ていた。この歯の特殊な形状は、小動物の厚い殻を噛み砕く特殊な食性に特化した結果であると考えられている。そのことから、彼らの主な餌は海生の二枚貝、腕足類、甲殻類、そのほかの小動物であったと考えられる（Durophagy）。おそらく、彼らは現生のセイウチのように海底を掘り返して餌を取っていたのだろう。
Cajus G. Diedrichによるいくつかの研究では、プラコドゥスを始めとする板歯類を藻類食者として、海牛目と収斂進化したのではないかという説が発表されているが、この研究は過剰解釈であるとされており一般的に受け入れられてはいない。

## 主な属
この項目では便宜的に板歯目に属する主要な三属について説明する。
プラコドゥス(Placodus)は、三畳紀前期〜中期にヨーロッパに生息していた。全長2m。板歯目の中で最初に見つかった属である。頑丈な胴体に長い尾を持ち、ウミイグアナのような体型をしている。身体表面には細かい皮骨板が発達する。頭蓋骨には鑿（のみ）のような鋭い前歯と平板状の大きな口蓋歯（名称の由来）を持つ。これで海底の貝を掘り起こし、殻を噛み砕いて食べていたと推定される。頑丈な頭蓋骨の頭頂部には孔があり、おそらくこれは頭頂眼を持っていた痕跡であると考えられている。
ヘノドゥス(Henodus)は、三畳紀後期にドイツに生息していた。全長1m。背中と腹部が完全に甲羅に覆われており、カメに似た体型をしている。カメに似た板歯目の中では最大の属である。甲羅を作る皮骨板の数はカメよりも多く、モザイク状に組み合わさって脊柱と融合していた。四肢は弱く、陸上生活には適さなかったと考えられている。ヘノドゥスには上下の顎に左右1つずつ歯があり、顎のほかの部分には嘴が発達していた。なお、ヘノドゥスは非海成層（汽水域）で見つかっている唯一の板歯目である。
プラコケリス(Placochelys)は、三畳紀中期〜後期にかけてドイツに生息していた。全長90cm。その平らな胴体は節の多い皮骨板で覆われ、ウミガメとよく似た体型をしている。また、四肢が鰭状になっていることから、より遊泳に特化した生態であったことがうかがえる。頭部の特徴を見ると、鼻先は突出しており、目は前方を向いていた。顎には力強い筋肉がついており、嘴状の顎とその内側には幅広い一対の歯が発達していた。おそらく、嘴と歯は小動物を摂食するために使われた。

## 分類
- 双弓亜綱 Diapsida
  - 鰭竜上目 Sauropterigia
    - 偽竜目 Nothosauria
    - 首長竜目 Plesiosauria
    - 板歯目　Placodontia ★
      - プラコドゥス上科
        - パラプラコドゥス科
          - パラプラコドゥス属 (Paraplacodus)
            - P. broilli

        - プラコドゥス科
          - プラコドゥス属 (Placodus)
            - P. gigas（模式種）
            - P. inexpectatus
            - P. nostratus

      - キアモドゥス上科
        - ヘノドゥス科
          - ヘノドゥス属 (Henodus)
            - H. chelyops

        - キアモドゥス科
          - キアモドゥス属 (Cyamodus)
            - C. rostratus（模式種）
            - C. munsteri
            - C. tarnowitzensis
            - C. hildegardis
            - C. kuhnschneyderi

          - プロテノドントサウルス属 (Protenodontosaurus)

        - プラコケリス科
          - プラコケリス属 (Placochelys)
          - プセフォデルマ属 (Psephoderma)
            - P. alpinum（模式種）
            - P. anglicum